# Batesimalva violacea
Batesimalva violacea är en malvaväxtart som först beskrevs av Joseph Nelson Rose, och fick sitt nu gällande namn av P.A. Fryxell. Batesimalva violacea ingår i släktet Batesimalva och familjen malvaväxter. Inga underarter finns listade i Catalogue of Life.